# 타오위안 항공성
타오위안 항공성(桃園航空城, Taoyuan Aerotropolis)는 타이완 타오위안 국제공항에 대한 거대 개발 계획이다. 이 계획은 타오위안시에서 지지해준다.